# Фридрих Антон (Шварцбург-Рудолщат)
Фридрих Антон I фон Шварцбург-Рудолщат (на немски: Friedrich Anton von Schwarzburg-Rudolstadt; * 14 август 1692, Рудолщат; † 1 септември 1744, Рудолщат) от фамилията Шварцбург, е управляващ княз на Шварцбург-Рудолщат от 1718 до 1744 г.

## Биография
Той е най-възрастният син на княз Лудвиг Фридрих I фон Шварцбург-Рудолщат и съпругата му принцеса Анна София фон Саксония-Гота-Алтенбург.
През 1726 г. избухва пожар в двореца „Шварцбург“, а през 1735 г. и в двореца „Хайдексбург“, което носи големи финансови разходи.

## Фамилия
Първи брак: на 8 февруари 1720 г. в Заалфелд с принцеса София Вилхелмина фон Саксония-Кобург-Заалфелд (1693 – 1727). Те имат три деца:
- Йохан Фридрих I (1721 – 1767), княз на Шварцбург-Рудолщат

∞ 1744 принцеса Бернхардина фон Саксония-Ваймар-Айзенах (1724 – 1757)
- София Вилхелмина (*† 1723)
- София Албертина (1724 – 1799)

Втори брак: на 6 януари 1729 г. с принцеса Кристина София от Източна Фризия (1688 – 1750), дъщеря на княз Кристиан Еберхард от Източна Фризия. Те нямат деца.